# .cn
cn. دامنه اینترنتی جمهوری خلق چین است. فهرست منتشره از سوی مکافی نشان می‌دهد که دامنهٔ cn. از جملهٔ پنج خطرناک‌ترین دامنه‌های اینترنتی جهان می‌باشد.